# Germar Rudolf
Germar Rudolf (ur. 29 października 1964) niemiecki chemik, negacjonista. Używał przez jakiś czas nazwiska pierwszej żony – Scheerer.
W trakcie studiów doktoranckich zatrudniony 1990 w instytucie Maxa Plancka w Stuttgarcie. W tym czasie, obrona oskarżonego w Düsseldorfie Otto Ernsta Remera, powołała się na prace naukowe Germara Rudolfa, np. tzw. „Raport Rudolfa” – Gutachten über die Bildung und Nachweisbarkeit von Cyanidverbindungen in den Gaskammern von Auschwitz w którym stwierdził on że, pobrane przez niego na terenie byłego obozu KL Auschwitz, próbki zawierają niewielkie stężenie osadu Cyklonu B, które zinterpretował jako wykluczające możliwość istnienia tam komór gazowych, w których możliwe byłoby prowadzenie masowej zagłady.
„Raport Rudolfa” budzi do tej pory wiele kontrowersji, Co nie zmienia faktu, że w publikacjach negacjonistów holokaustu natomiast zajmuje – obok tzw. Raport Leuchtera – wyeksponowaną pozycję.
Za nieautoryzowanie pobranie próbek w imieniu instytutu Rudolf został zwolniony i poświęcił się pracy wydawniczej i publicystyce propagujących negacjonizm. Skazany 1994 w Tybindze za głoszenie swoich poglądów, na 14 miesięcy więzienia, by uniknąć odsiadywania wyroku Rudolf uciekł kolejno do Hiszpanii, Anglii i Chicago. W Stanach Zjednoczonych wystąpił o azyl polityczny, jednak w trakcie oczekiwania na decyzję władz USA, został aresztowany 19 października 2005, a następnie wydalony do Niemiec, gdzie osadzono go w więzieniu. 15 lipca 2007 roku niemiecki sąd skazał go ponownie, tym razem na 30 miesięcy więzienia. Germar Rudolf ostatecznie wyszedł na wolność 5 lipca 2009.